# Gömbhal
A gömbhal (Tetraodon fluviatilis) a csontos halak (Osteichthyes) főosztályának a sugarasúszójú halak (Actinopterygii) osztályába, ezen belül a gömbhalalakúak (Tetraodontiformes) rendjébe és a gömbhalfélék (Tetraodontidae) családjába tartozó faj.
A kereskedelemben zöld gömbhal néven ismerik.

## Előfordulása
Délkelet-Ázsia folyóinak és félsós brakkvizeinek lakója.

## Megjelenése
Testhossza 14-17 centiméter.
|  |

## Életmódja
Ragadozó, főleg csigákkal, rákokkal és kis halakkal táplálkozik. Jellemző rájuk az a tulajdonság, hogy veszély esetén vízzel árasztják el testüregüket, felfúvódnak, így nagyobbnak látszanak.

## Szaporodása
A nemek megkülönböztetése nehéz. A pár egy lapos kőre rakja az ikrákat, melyeket a hím védelmez. Magát a párzást látványos násztánc előzi meg. Az ikrák 5-7 nap alatt kelnek ki. Mindkét szülő gondoskodó, de az apa tölt több időt az ivadékok védelmével. Az első napokban az ivadékok úszásképtelenek. Mivel nagyon aprók, sokáig csak szúnyoglárvával, sórákkal és kerekesféreggel lehet őket táplálni.

## Tartásuk
A víz legyen kissé lúgos és kemény, fontos a megfelelően magas sótartalom. Mivel brakkvízi halak (a brakkvíz a sós és az édesvíz keveredése, folyótorkolatoknál jön létre, nem azonos az édesvízzel), a víz 20%-ban legyen sós. A 24–26 fokos víz éppen megfelelő. Egy 200 literes medence 5 kifejlett gömbhalnak nyújthat otthont. Feltétlenül helyezzünk az akváriumukba brakkvizet elviselő növényeket, gyökereket, köveket. Minimum 100 literes akváriumban tartsuk párban vagy kisebb csoportban.
A gömbhalak nagyon kényesek, csak élő eleséggel tarthatók életben, a száraz díszhaltápot nem fogadják el. Igazi ragadozók, a zsákmány mozgása, ficánkolása váltja ki belőlük a támadást. Az apró, neonhalméretű halak hamar áldozatul esnek a gömbhalaknak, sőt ha nem kapnak elegendő fehérjeforrást, akár a velük együtt élő nagyobb halakat is megtámadják, úszójukat megtépik, sőt akár a szemüket is kiharaphatják. A fiatal gömbhalak békések, de felnőtt korban agresszívekké válnak, a nagy egyedek jóformán csak fajtársaik társaságát viselik el. Az sem baj, ha más fajok mellé helyezzük a gömbhalat, de ebben az esetben ügyeljünk rá, hogy a másik faj egyedei jóval nagyobbak legyenek a tolakodó természetű gömbhalaknál.
Nemrégiben jelent meg a kereskedelemben a törpe gömbhal, amely csupán 3–4 cm-re nő, így igen népszerű. Kis méretén kívül a természete is jobb, tarthatjuk apró halakkal, de a törpe változatnál is csak brakkvizet használhatunk, ezt pedig csak néhány halfaj viseli el.
Japánban, mind az édesvízi, mind a tengeri sünhalakat és gömbhalakat fugunak nevezik, kedvelt csemegeként nyersen is fogyasztják, bár elég veszélyes étel. A természetes körülmények között nevelt fugu ugyanis táplálkozása miatt erősen mérgező, szervezetében egy tetrodotoxin nevű méreganyag dúsul fel. Ha bőrét, máját, egyéb belső szervét nem kellő körültekintéssel távolítják el, akkor fennáll a halálos mérgezés veszélye.